# Bisdom Allentown
Het bisdom Allentown (Latijn: Dioecesis Alanpolitana) is een rooms-katholiek bisdom met als zetel Amarillo, in de Amerikaanse staat Pennsylvania. Het bisdom is suffragaan aan het aartsbisdom Philadelphia. 

## Geschiedenis
Het bisdom werd opgericht op 28 januari 1961, uit delen van het aartsbisdom Philadelphia.  

## Parochies
Het bisdom had in 2022 een oppervlakte van 7.183 km2 en telde 1.301.308 inwoners waarvan 18,7% rooms-katholiek was.

## Bisschoppen
- Joseph Mark McShea (11 februari 1961 - 3 februari 1983)
- Thomas Jerome Welsh (3 februari 1983 - 15 december 1997)
- Edward Peter Cullen (16 december 1997 - 27 mei 2009)
- John Oliver Barres (27 mei 2009 - 9 december 2016)
- Alfred Andrew Schlert (27 juni 2017 - heden)

## Galerij van afbeeldingen

Wapen van het bisdom
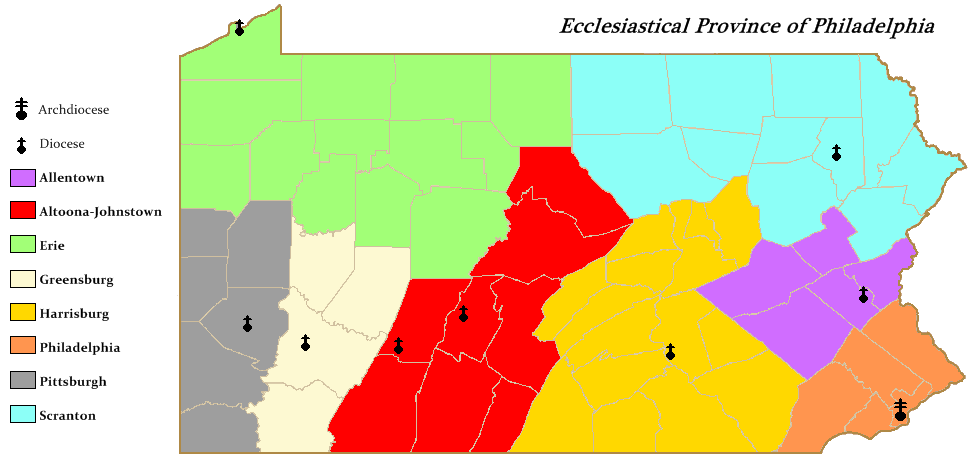
Kerkprovincie met aartsbisdom en suffragane bisdommen

Philadelphia (aartsbisdom) · Allentown · Altoona-Johnstown · Erie · Greensburg · Harrisburg · Pittsburgh · Scranton
Voormalig: Allegheny